# 5e régiment de chasseurs parachutistes
Le 5e régiment de chasseurs parachutistes, ou 5e RCP, est une unité française éphémère de la Seconde Guerre mondiale.

## Création et différentes dénominations
- Février - mars 1945 : création de l’unité à Sathonay.
- 31 juillet 1945 : dissolution du 5e RCP à Sathonay.

## Historique des garnisons, campagnes et batailles

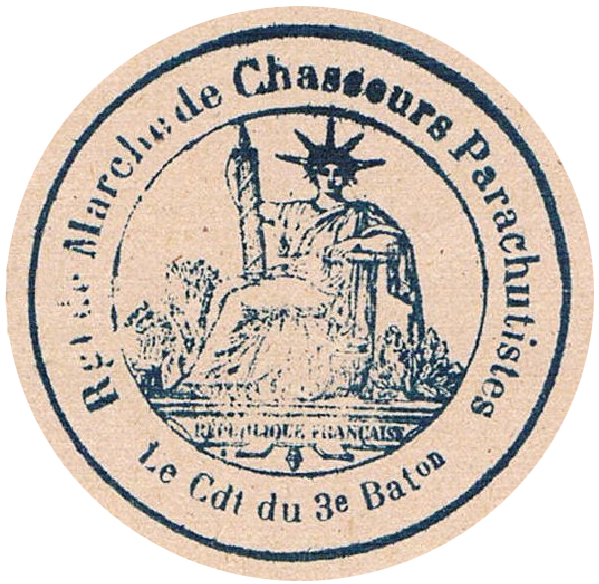
Sceau officiel du 3e bataillon du 5e RCP prélevé sur un courrier daté du 6 avril 1945

L'unité est constituée à partir de la Prévôté FFI de la XIVe Région Militaire dissoute. Elle comprend un état-major, une compagnie de commandement (CCR) et deux bataillons.
Intégré au détachement d'armée des Alpes, commandé par le général Doyen, le régiment participe à la protection des vallées des Alpes.
Fin mai, le régiment rejoint la 1re armée de de Lattre qui désire le transformer en 7e bataillon de choc. Finalement, l'unité sera dissoute et ses effectifs seront soit transférés au CID de la 9e DIC en partance pour l'Indochine, soit ventilés au sein du 126e RI et des troupes d'occupation en Allemagne.
Durant sa courte existence, le 5e RCP  portera différents noms dont celui de 5e régiment de marche de chasseurs parachutistes (5e RMCP).

## Traditions

### Insigne
Du fait de sa brève existence, l'unité n'eut pas le temps de se doter d'un insigne régimentaire. Des anciens de l'unité créèrent un insigne après guerre qui fut notamment fabriqué en Indochine. Le motif fut ensuite repris par l'amicale du régiment.

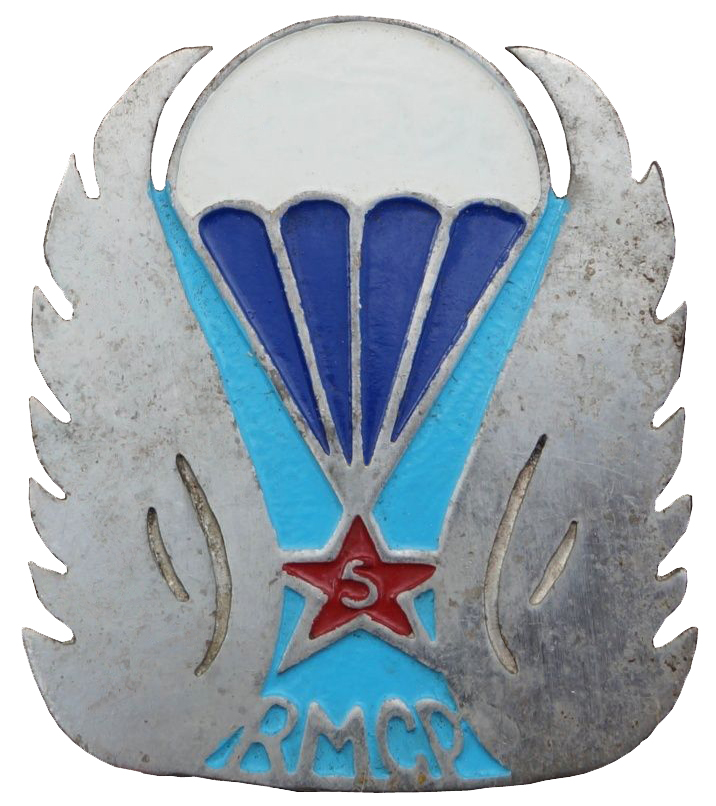
Insigne du 5e Régiment de Marche de Chasseurs Parachutistes.

### Chant
Les hommes du 5e RCP chantaient le chant des parachutistes intitulé En passant par la portière auquel ils avaient rajouté un couplet au début :
Autrefois au temps de nos pères,

On se battait dans les tranchées, dans les tranchées

Maintenant ça ne se fait guère,

Nous sommes les parachutés, parachutés.

Et après tout qu'est-ce qu'on s'en fout et on s'en fout, (la la la la)

En passant par la portière,

Parachutiste Souviens-toi, oui souviens-toi,

Qu'un jour il pourrait se faire,

Malgré toi, oui malgré toi, (la la la la)

## Chefs de corps
- 1945 - 1945 : lieutenant-colonel Basset, alias Mary.

## Sources et bibliographie
- Collectif, Histoire des parachutistes français, tome 1, éditions Société de Production Littéraire, 1975.
- Pierre Dufour, Chasseurs parachutistes 1935-2005 - Un ciel de gloire, éditions Lavauzelle, 2005 -  (ISBN 2-7025-1287-9).